# Karoo
El Karoo (del khoikhoi, karusa: estéril, seco) es una meseta semidesértica situada entre el sur de Sudáfrica y el sur de Namibia. Tiene un área de más de 400 000 kilómetros cuadrados.

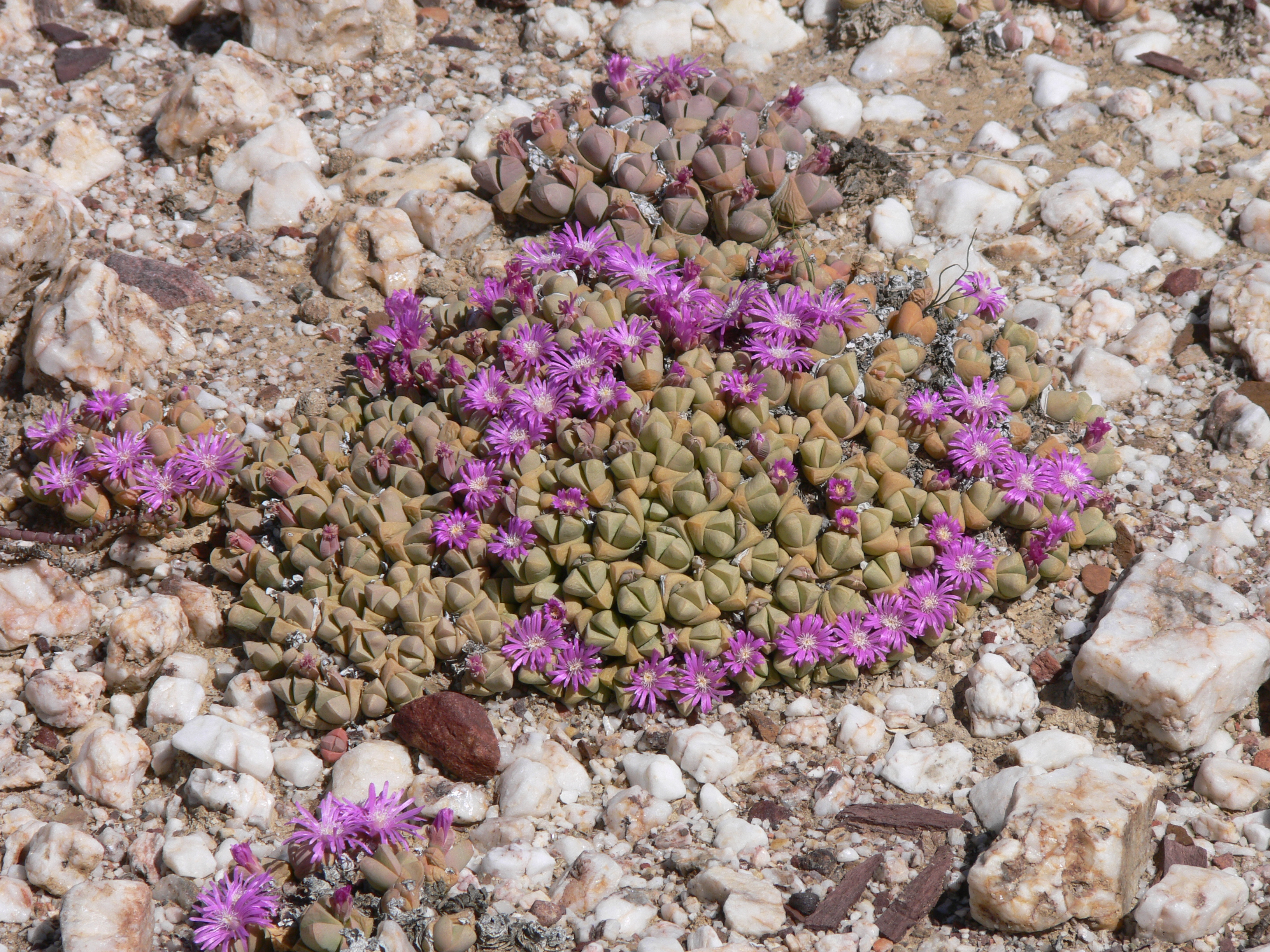
Antimima; Karoo, Cabo Occidental, Sudáfrica.

Fue explorada por el alemán Heinrich Lichtenstein, durante el periodo comprendido entre 1803 y 1806, llevando a cabo muchas confirmaciones astronómicas y describiendo con precisión el Karoo. Después del descubrimiento de oro en Transvaal, se dio un nuevo impulso al estudio de la geología de la zona y se amplió su geografía.
El Karoo es muy fértil en aquellas zonas en que está irrigado. Se cultivan pastos para el ganado, cítricos y cereales.
Este nombre se aplica también a la vegetación de tipo matorral que se encuentra en las regiones semiáridas.
Se divide en el Pequeño Karoo, el Gran Karoo y el Karoo del Norte.

## El Pequeño Karoo

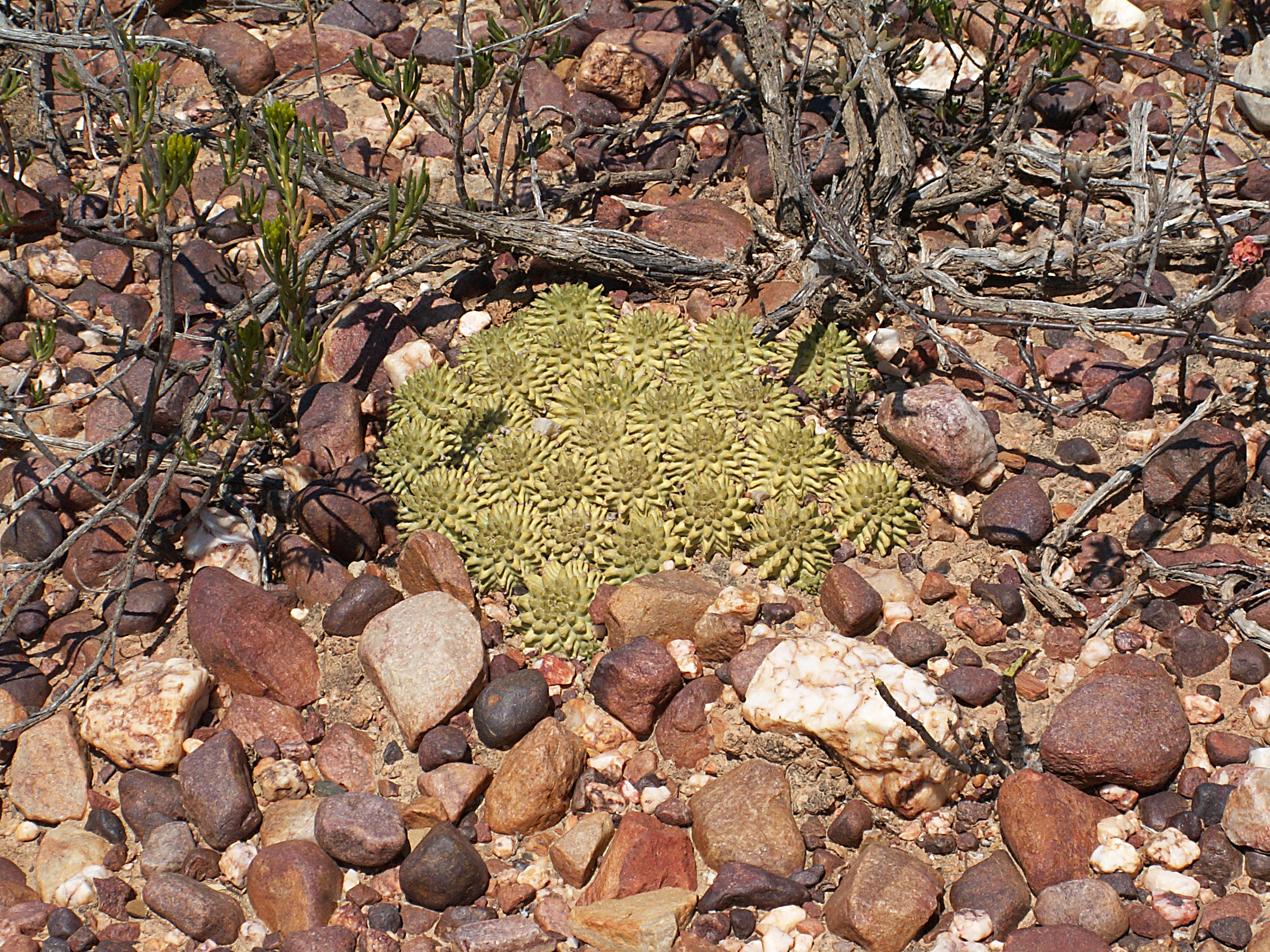
Euphorbia susannae Marloth, cerca de Barrydale, Pequeño Karoo, Cabo Occidental, Sudáfrica.

El Pequeño Karoo o Karoo meridional está situado en la Provincia del Cabo Occidental de Sudáfrica, al norte de la cadena montañosa Langeberg que lo separa de la llanura costera y se extiende a lo largo de 320 kilómetros de este a oeste y con una altitud de entre 300 y 600 metros.

## El Gran Karoo
El Pequeño Karoo está separado del Gran Karoo o Karoo central por los montes Swartberg. Ocupando, entonces, una franja de este a oeste de unos 480 kilómetros longitud y con unas alturas de entre 600 y 900 m a lo largo de las provincias del Cabo Occidental y de Cabo del Norte.

## El Karoo del Norte
El Karoo del Norte, situado en las provincias sudafricanas de Cabo del Norte, Noroeste y Estado Libre, forma junto con el Veld Alto o Highveld la región de altiplanicies más interna y más alta de Sudáfrica. Se extiende al norte del Gran Karoo entre Namaqualand por el oeste y los Montes Komsberg y Roggeveld por el suroeste y uniéndose con el High Veld en las provincias de Transvaal y del Estado Libre. Las alturas de esta franja van desde los 1200 metros en Cabo del Norte hasta los 1800 en Transvaal. En Transvaal se han encontrado restos de microorganismos fósiles que pertenecen a finales del periodo Arcaico y principios del Paleoproterozoico. La veracidad de estos fósiles permanece incierta.

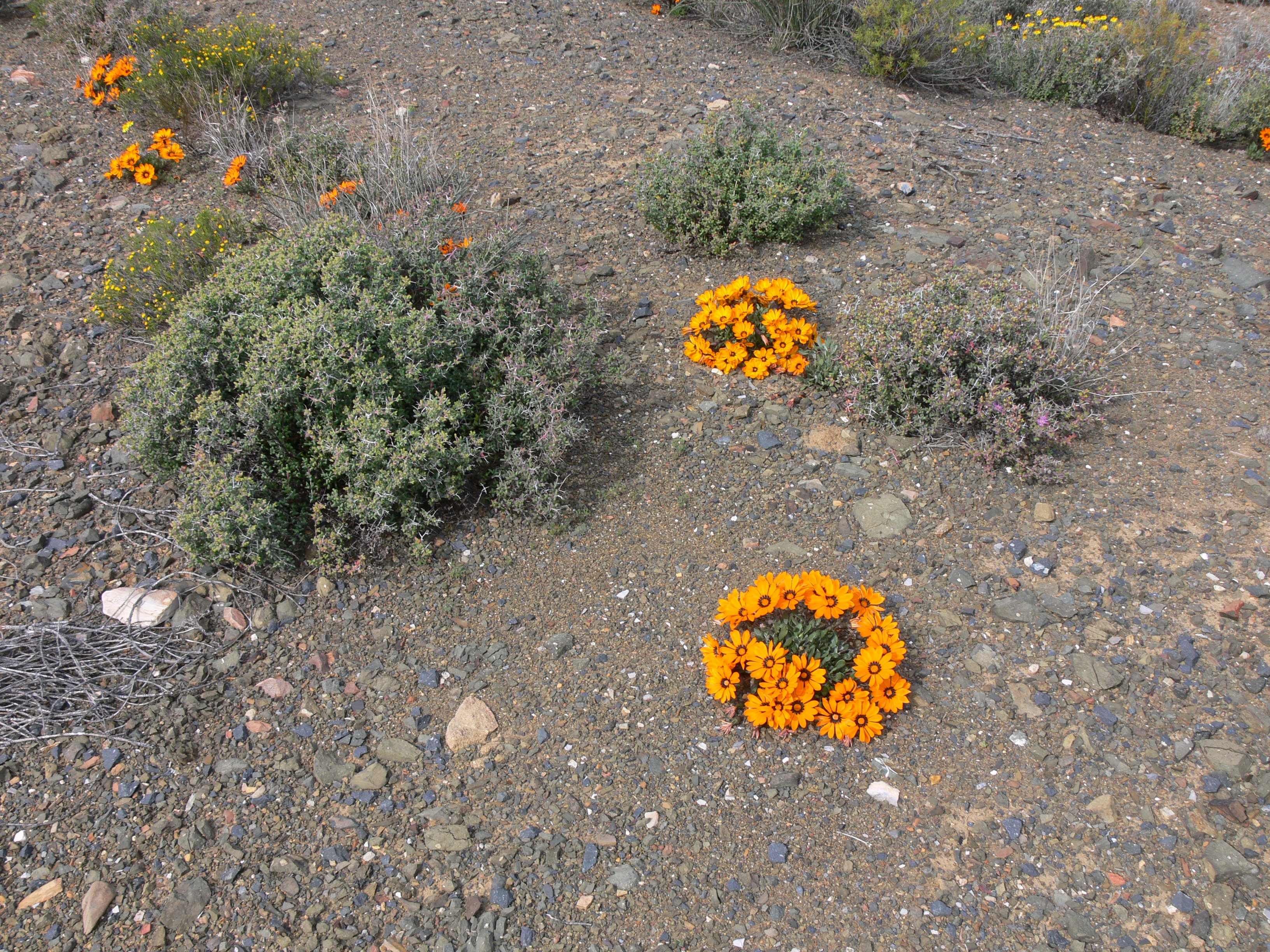
Laingsburg
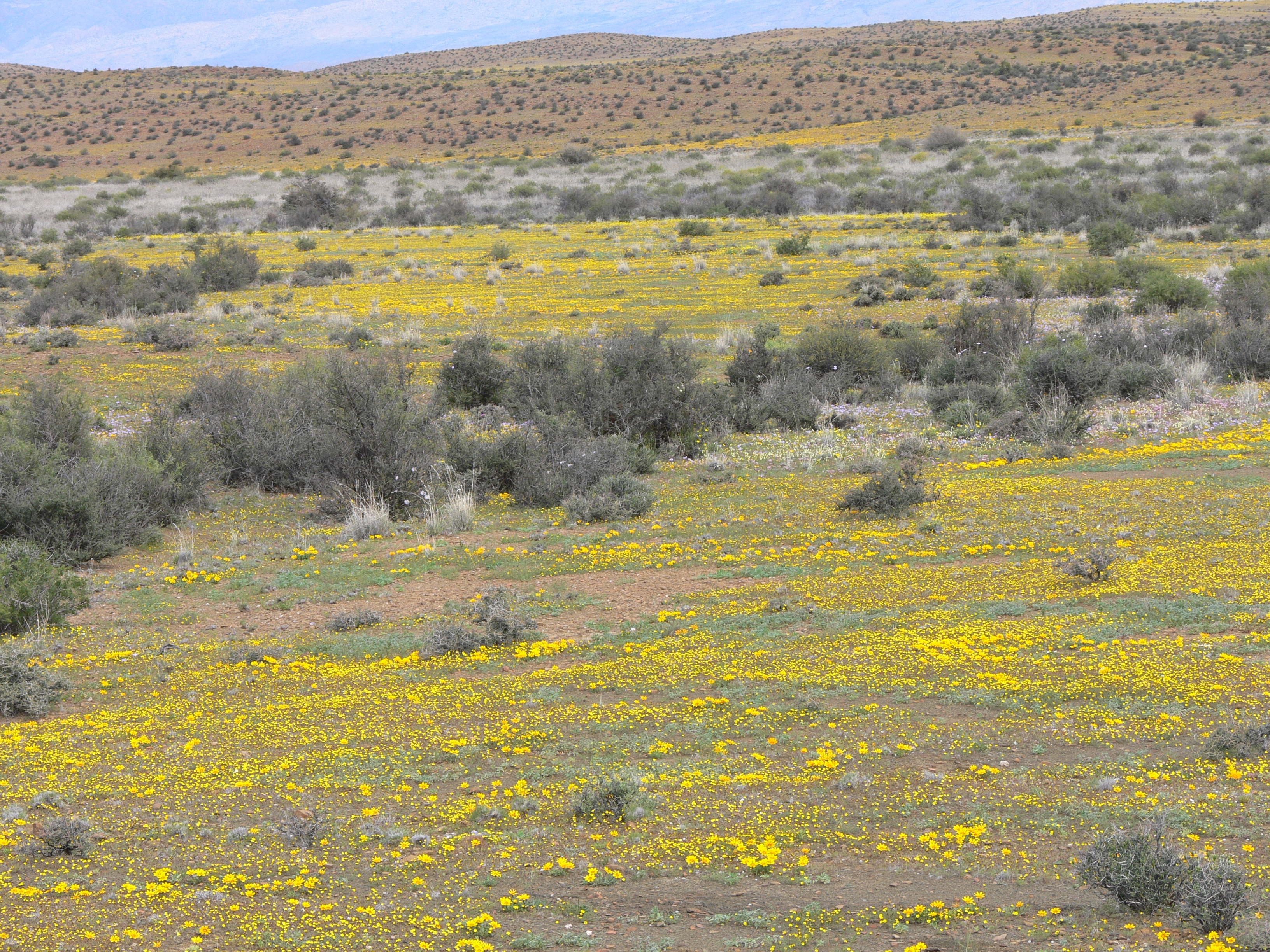
Laingsburg
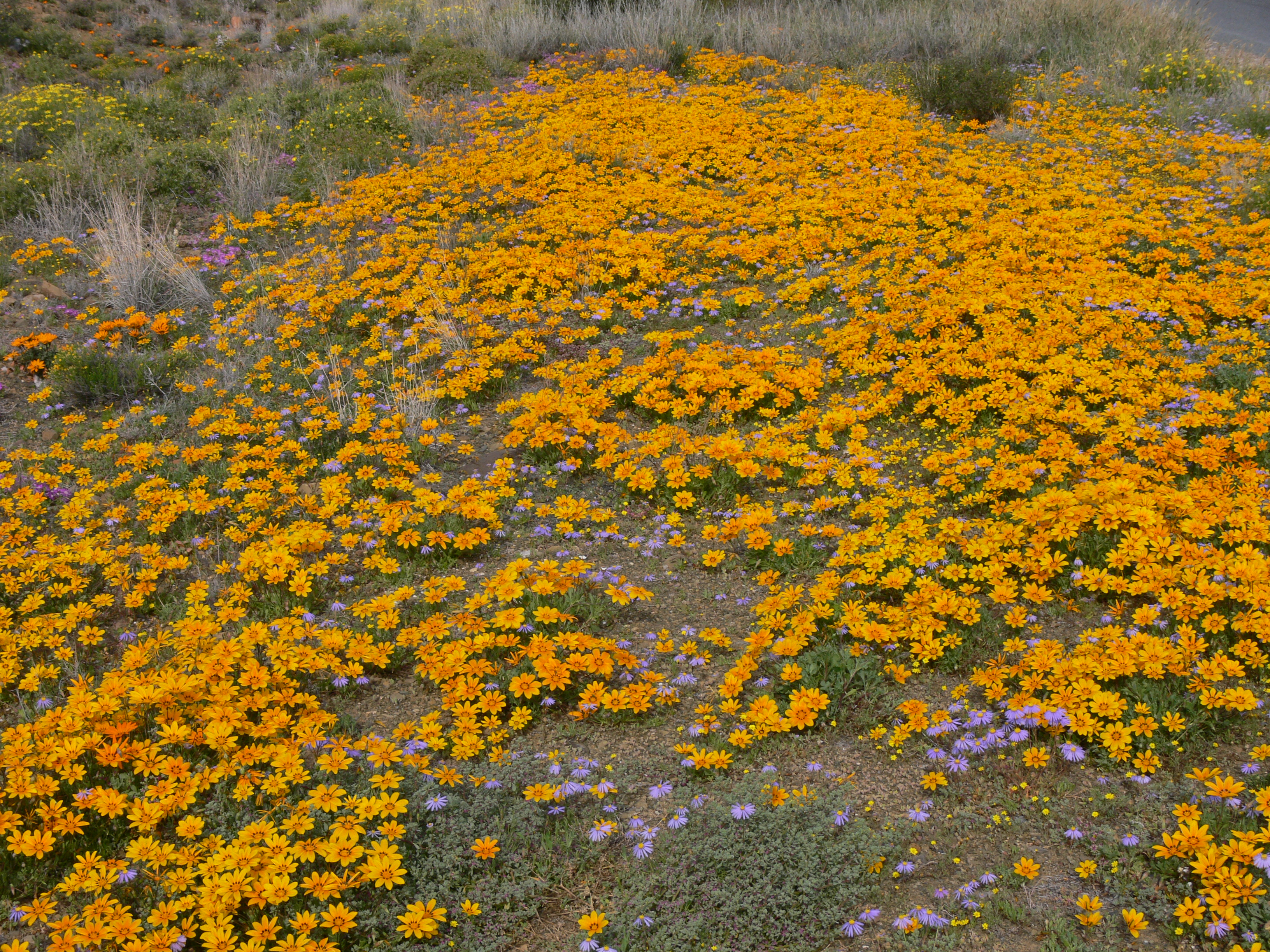
Laingsburg
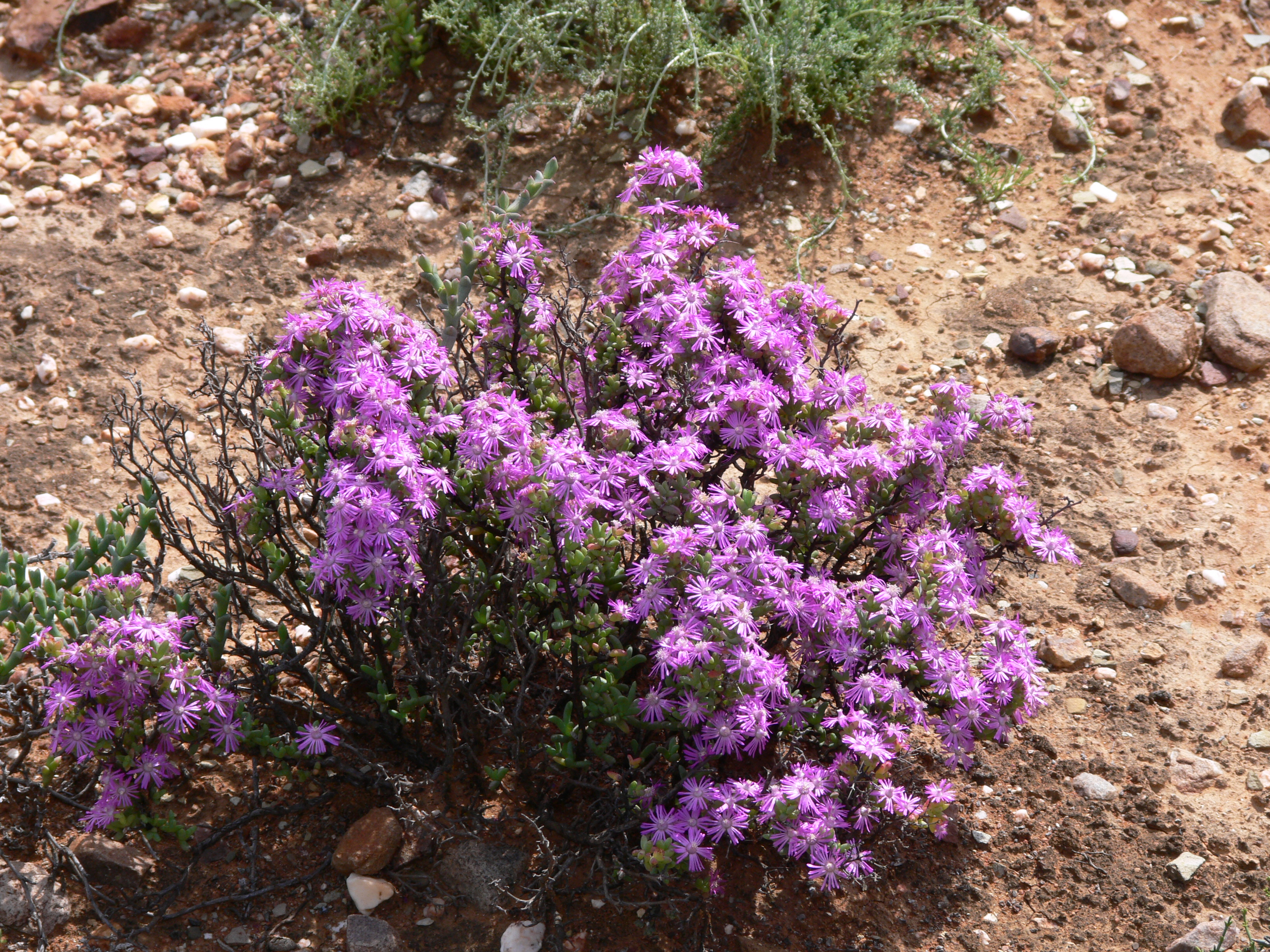
Willowmore